# NBA G League 2021-2022
La stagione della NBA G League 2021-2022 è stata la 21ª edizione del campionato NBA G League. 
Come previsto dal nuovo formato adottato dalla lega, la stagione è stata divisa in due fasi. La prima consiste nella Showcase Cup, un torneo da 12 partite in cui le squadre sono divise in quattro division regionali. In base alla percentuale di partite vinte, 8 squadre si qualificano alla fase a eliminazione diretta, svolta durante la NBA G League Winter Showcase.
Terminato l'evento, comincia la stagione regolare, in cui le squadre sono divise in 2 conference. Le prime sei squadre di ogni conference partecipano ai playoff per decretare il vincitore del titolo NBA G League.

## Squadre partecipanti

### Cambiamenti
- Gli Erie BayHawks, affiliati ai New Orleans Pelicans, sono stati trasferiti a Birmingham, in Alabama, e sono stati ridenominati Birmingham Squadron.
- I Canton Charge, affiliati ai Cleveland Cavaliers, sono stati trasferiti a Cleveland, in Ohio, e sono stati ridenominati Cleveland Charge.
- La franchigia dei Northern Arizona Suns, precedentemente affiliati ai Phoenix Suns, è stata comprata dai Detroit Pistons e trasferita a Detroit, in Michigan, diventando i Motor City Cruise.
- La franchigia dei Grand Rapids Drive, precedentemente affiliati ai Detroit Pistons, è stata comprata dai Denver Nuggets e ridenominata Grand Rapids Gold.
- I Maine Red Claws, affiliati ai Boston Celtics, sono stati ridenominati Maine Celtics.

### Elenco
I Capitanes de Ciudad de México e la NBA G League Ignite parteciperanno alla Showcase Cup ma non alla stagione regolare; durante questo periodo giocheranno partite amichevoli.
- A.C. Clippers
- Austin Spurs
- Birm. Squadron
- Capital C. Go-Go
- Capitanes C.M. (Showcase Cup)
- C.P. Skyhawks
- Cleveland Charge
- Del. Blue Coats
- F.W. Mad Ants
- G League Ignite (Showcase Cup)

- G. Rapids Gold
- Greens. Swarm
- Iowa Wolves
- Lakeland Magic
- Long Island Nets
- Maine Celtics
- Memphis Hustle
- Motor City Cruise
- Oklahoma Blue
- Raptors 905

- R.G.V. Vipers
- S.L.C. Stars
- S.C. Warriors
- S. Falls Skyforce
- South Bay Lakers
- Stockton Kings
- Texas Legends
- Westch. Knicks
- Windy City Bulls
- Wisconsin Herd

## Stagione regolare

### Eastern Conference
|                   | V  | S  | V%    | PR   | PG |
| ----------------- | -- | -- | ----- | ---- | -- |
| Raptors 905       | 24 | 8  | 0.750 | 0    | 32 |
| Motor City Cruise | 22 | 10 | 0.688 | 2    | 32 |
| Del. Blue Coats   | 22 | 10 | 0.688 | 2    | 32 |
| Capital C. Go-Go  | 21 | 10 | 0.677 | 2.5  | 31 |
| C.P. Skyhawks     | 20 | 13 | 0.606 | 4.5  | 33 |
| Long Island Nets  | 18 | 15 | 0.545 | 6.5  | 33 |
| G. Rapids Gold    | 17 | 15 | 0.531 | 7    | 32 |
| Westch. Knicks    | 17 | 15 | 0.531 | 7    | 32 |
| F.W. Mad Ants     | 17 | 17 | 0.500 | 8    | 34 |
| Maine Celtics     | 16 | 16 | 0.500 | 8    | 32 |
| Windy City Bulls  | 15 | 19 | 0.441 | 10   | 34 |
| Lakeland Magic    | 11 | 21 | 0.344 | 13   | 32 |
| Greens. Swarm     | 9  | 24 | 0.273 | 15.5 | 33 |
| Wisconsin Herd    | 8  | 24 | 0.250 | 16   | 32 |
| Cleveland Charge  | 6  | 26 | 0.188 | 18   | 32 |

### Western Conference
|                   | V  | S  | V%    | PR   | PG |
| ----------------- | -- | -- | ----- | ---- | -- |
| R.G.V. Vipers     | 24 | 10 | 0.706 | 0    | 34 |
| A.C. Clippers     | 22 | 11 | 0.677 | 1.5  | 33 |
| South Bay Lakers  | 21 | 11 | 0.656 | 2    | 32 |
| Birm. Squadron    | 18 | 14 | 0.563 | 5    | 32 |
| Texas Legends     | 19 | 15 | 0.559 | 5    | 34 |
| S.C. Warriors     | 15 | 17 | 0.469 | 8    | 32 |
| Iowa Wolves       | 15 | 17 | 0.469 | 8    | 32 |
| Stockton Kings    | 15 | 18 | 0.455 | 8.5  | 33 |
| Memphis Hustle    | 15 | 19 | 0.441 | 9    | 34 |
| Oklahoma Blue     | 15 | 20 | 0.429 | 9.5  | 35 |
| Austin Spurs      | 13 | 19 | 0.406 | 10   | 35 |
| S. Falls Skyforce | 14 | 21 | 0.400 | 10.5 | 35 |
| S.L.C. Stars      | 9  | 23 | 0.281 | 14   | 32 |

      Ammesse ai playoff.

## Playoff

### Tabellone
|  | Quarti di finale di Conference | Quarti di finale di Conference | Quarti di finale di Conference |                   |                 | Semifinali di Conference | Semifinali di Conference | Semifinali di Conference |     |   | Finali di Conference | Finali di Conference | Finali di Conference |   |  | Finali | Finali | Finali |
|  |                                |                                |                                |                   |                 |                          |                          |                          |     |   |                      |                      |                      |   |  |        |        |        |
|  | 4                              | Capital C. Go-Go               | 131                            |                   |                 |                          |                          |                          |     |   |                      |                      |                      |   |  |        |        |        |
|  | 5                              | C.P. Skyhawks                  | 122                            |                   |                 |                          |                          |                          |     |   |                      |                      |                      |   |  |        |        |        |
|  | 5                              | C.P. Skyhawks                  | 122                            |                   | 4               | Capital C. Go-Go         | 126                      |                          |     |   |                      |                      |                      |   |  |        |        |        |
|  |                                |                                |                                |                   | 4               | Capital C. Go-Go         | 126                      |                          |     |   |                      |                      |                      |   |  |        |        |        |
|  |                                |                                | 1                              | Raptors 905       | 131             |                          |                          |                          |     |   |                      |                      |                      |   |  |        |        |        |
|  |                                |                                | 1                              | Raptors 905       | 131             |                          |                          |                          |     |   |                      |                      |                      |   |  |        |        |        |
|  |                                |                                |                                |                   |                 |                          |                          |                          |     |   |                      |                      |                      |   |  |        |        |        |
|  |                                |                                |                                |                   |                 |                          |                          |                          |     |   |                      |                      |                      |   |  |        |        |        |
|  |                                |                                |                                |                   |                 |                          | 1                        | Raptors 905              | 139 |   |                      |                      |                      |   |  |        |        |        |
|  |                                |                                |                                |                   |                 |                          |                          |                          | 139 |   |                      |                      |                      |   |  |        |        |        |
|  |                                | 3                              | Del. Blue Coats                | 143               |                 |                          |                          |                          |     |   |                      |                      |                      |   |  |        |        |        |
|  | 3                              | 3                              | Del. Blue Coats                | 143               | Del. Blue Coats | 133                      |                          |                          |     |   |                      |                      |                      |   |  |        |        |        |
|  | 3                              |                                |                                |                   | Del. Blue Coats | 133                      |                          |                          |     |   |                      |                      |                      |   |  |        |        |        |
|  | 6                              | Long Island Nets               | 116                            |                   |                 |                          |                          |                          |     |   |                      |                      |                      |   |  |        |        |        |
|  | 6                              | Long Island Nets               | 116                            |                   | 3               | Del. Blue Coats          | 124                      |                          |     |   |                      |                      |                      |   |  |        |        |        |
|  |                                |                                |                                |                   | 3               | Del. Blue Coats          | 124                      |                          |     |   |                      |                      |                      |   |  |        |        |        |
|  |                                |                                | 2                              | Motor City Cruise | 116             |                          |                          |                          |     |   |                      |                      |                      |   |  |        |        |        |
|  |                                |                                | 2                              | Motor City Cruise | 116             |                          |                          |                          |     |   |                      |                      |                      |   |  |        |        |        |
|  |                                |                                |                                |                   |                 |                          |                          |                          |     |   |                      |                      |                      |   |  |        |        |        |
|  |                                |                                |                                |                   |                 |                          |                          |                          |     |   |                      |                      |                      |   |  |        |        |        |
|  |                                |                                |                                |                   |                 |                          |                          |                          |     |   |                      | 3                    | Del. Blue Coats      | 0 |  |        |        |        |
|  |                                |                                |                                |                   |                 |                          |                          |                          |     |   |                      |                      |                      |   |  |        |        |        |
|  |                                | 1                              | R.G.V. Vipers                  | 2                 |                 |                          |                          |                          |     |   |                      |                      |                      |   |  |        |        |        |
|  |                                | 1                              | R.G.V. Vipers                  | 2                 |                 |                          |                          |                          |     |   |                      |                      |                      |   |  |        |        |        |
|  |                                |                                |                                |                   |                 |                          |                          |                          |     |   |                      |                      |                      |   |  |        |        |        |
|  |                                |                                |                                |                   |                 |                          |                          |                          |     |   |                      |                      |                      |   |  |        |        |        |
|  |                                | 1                              | R.G.V. Vipers                  | 120               |                 |                          |                          |                          |     |   |                      |                      |                      |   |  |        |        |        |
|  |                                |                                |                                | 120               |                 |                          |                          |                          |     |   |                      |                      |                      |   |  |        |        |        |
|  |                                |                                | 5                              | Texas Legends     | 103             |                          |                          |                          |     |   |                      |                      |                      |   |  |        |        |        |
|  | 4                              | Birm. Squadron                 | 5                              | Texas Legends     | 103             | 100                      |                          |                          |     |   |                      |                      |                      |   |  |        |        |        |
|  | 4                              | Birm. Squadron                 |                                |                   |                 | 100                      |                          |                          |     |   |                      |                      |                      |   |  |        |        |        |
|  | 5                              | Texas Legends                  | 115                            |                   |                 |                          |                          |                          |     |   |                      |                      |                      |   |  |        |        |        |
|  | 5                              | Texas Legends                  | 115                            |                   |                 |                          |                          |                          |     | 1 | R.G.V. Vipers        | 125                  |                      |   |  |        |        |        |
|  |                                |                                |                                |                   |                 |                          |                          |                          |     | 1 | R.G.V. Vipers        | 125                  |                      |   |  |        |        |        |
|  |                                | 2                              | A.C. Clippers                  | 114               |                 |                          |                          |                          |     |   |                      |                      |                      |   |  |        |        |        |
|  |                                | 2                              | A.C. Clippers                  | 114               |                 |                          |                          |                          |     |   |                      |                      |                      |   |  |        |        |        |
|  |                                |                                |                                |                   |                 |                          |                          |                          |     |   |                      |                      |                      |   |  |        |        |        |
|  |                                |                                |                                |                   |                 |                          |                          |                          |     |   |                      |                      |                      |   |  |        |        |        |
|  |                                | 2                              | A.C. Clippers                  | 112               |                 |                          |                          |                          |     |   |                      |                      |                      |   |  |        |        |        |
|  |                                |                                |                                | 112               |                 |                          |                          |                          |     |   |                      |                      |                      |   |  |        |        |        |
|  |                                |                                | 3                              | South Bay Lakers  | 110             |                          |                          |                          |     |   |                      |                      |                      |   |  |        |        |        |
|  | 3                              | South Bay Lakers               | 3                              | South Bay Lakers  | 110             | 134                      |                          |                          |     |   |                      |                      |                      |   |  |        |        |        |
|  | 3                              | South Bay Lakers               |                                |                   |                 | 134                      |                          |                          |     |   |                      |                      |                      |   |  |        |        |        |
|  | 6                              | S.C. Warriors                  | 123                            |                   |                 |                          |                          |                          |     |   |                      |                      |                      |   |  |        |        |        |

### Tabellino delle finali
| Edinburg, Texas 12 aprile 2022 Gara 1                                                                                       | R.G.V. Vipers | 145 – 128 (35-36, 77-65, 113-97) referto | Del. Blue Coats | Bert Ogden Arena (4.186 spett.) |
| \| \| \| \| \| Queen 44 \| Punti \| 24 McCaw \| \| Nix 11 \| Assist \| 9 Ponds \| \| Kabengele 14 \| Rimbalzi \| 9 McCaw \| |               |                                          |                 |                                 |
| |               |                                          |                 |                                 |
| Queen 44 | Punti         | 24 McCaw                                 |                 |                                 |
| Nix 11 | Assist        | 9 Ponds                                  |                 |                                 |
| Kabengele 14 | Rimbalzi      | 9 McCaw                                  |                 |                                 |

| Wilmington, Delaware 14 aprile 2022 Gara 2                                                                                       | Del. Blue Coats | 114 – 131 (28-43, 57-69, 86-104) referto | R.G.V. Vipers | Chase Fieldhouse (2.619 spett.) |
| \| \| \| \| \| Powell 28 \| Punti \| 29 Kabengele \| \| Harrison 9 \| Assist \| 8 Nix \| \| Harrison 12 \| Rimbalzi \| 11 Nix \| |                 |                                          |               |                                 |
| |                 |                                          |               |                                 |
| Powell 28 | Punti           | 29 Kabengele                             |               |                                 |
| Harrison 9 | Assist          | 8 Nix                                    |               |                                 |
| Harrison 12 | Rimbalzi        | 11 Nix                                   |               |                                 |

## Statistiche
| Categoria                 | Giocatore        | Squadra           | Statistica |
| ------------------------- | ---------------- | ----------------- | ---------- |
| Punti per partita         | Carsen Edwards   | S.L.C. Stars      | 26,7       |
| Assist per partita        | Derrick Walton   | Motor City Cruise | 9,5        |
| Rimbalzi per partita      | Petr Cornelie    | G. Rapids Gold    | 13,0       |
| Palle rubate per partita  | Gabe York        | F.W. Mad Ants     | 3,3        |
| Stoppate per partita      | Tacko Fall       | Cleveland Charge  | 2,7        |
| Palle perse per partita   | Craig Randall II | Long Island Nets  | 4,5        |
| Minuti per partita        | Craig Randall II | Long Island Nets  | 40,8       |
| Tiri dal campo realizzati | Tacko Fall       | Cleveland Charge  | 76,6%      |
| Tiri liberi realizzati    | Joe Chealey      | Greens. Swarm     | 92,2%      |
| Tiri da tre realizzati    | Micah Potter     | S. Falls Skyforce | 44,1%      |

## Premi
| Premio                                              | Giocatore           | Squadra          |
| --------------------------------------------------- | ------------------- | ---------------- |
| NBA G League Most Valuable Player Award             | Trevelin Queen      | R.G.V. Vipers    |
| NBA G League Rookie of the Year Award               | Mac McClung         | South Bay Lakers |
| NBA G League Defensive Player of the Year Award     | Shaquille Harrison  | Del. Blue Coats  |
| NBA G League Most Improved Player Award             | Craig Randall II    | Long Island Nets |
| Jason Collier Sportsmanship Award                   | Andre Ingram        | South Bay Lakers |
| NBA G League Coach of the Year Award                | Mahmoud Abdelfattah | R.G.V. Vipers    |
| NBA G League Basketball Executive of the Year Award | Travis Stockbridge  | R.G.V. Vipers    |
| NBA G League Team Executive of the Year Award       | Steve Brandes       | Wisconsin Herd   |